# Tamiajeng
Tamiajeng is een bestuurslaag in het regentschap Mojokerto van de provincie Oost-Java, Indonesië. Tamiajeng telt 3068 inwoners (volkstelling 2010).